# 自由舞
自由舞蹈是花式滑冰冰舞的項目，是指「自選的舞蹈步法」和「新編排而成的整套舞蹈」，須自選音樂，比賽時間爲4分鐘。評分會按運動員的「技術水平分」和「藝術印象分」給予，得分佔總分數的一半。